# Cottbus
Cottbus (sorabă de jos Chóśebuz, sorabă de sus Choćebuz, poloneză Chociebuż) este un oraș în landul Brandenburg, Germania, la 125 km sud-est de Berlin, pe râul Spree. La 31 decembrie 2005 populația Cottbusului a fost de 106.415 de persoane. Cottbus este după Potsdam al doilea oraș ca mărime din landul Brandenburg. Orașul are, administrativ, statut de district urban, fiind deci un oraș-district (în germană kreisfreie Stadt).

## Geografia

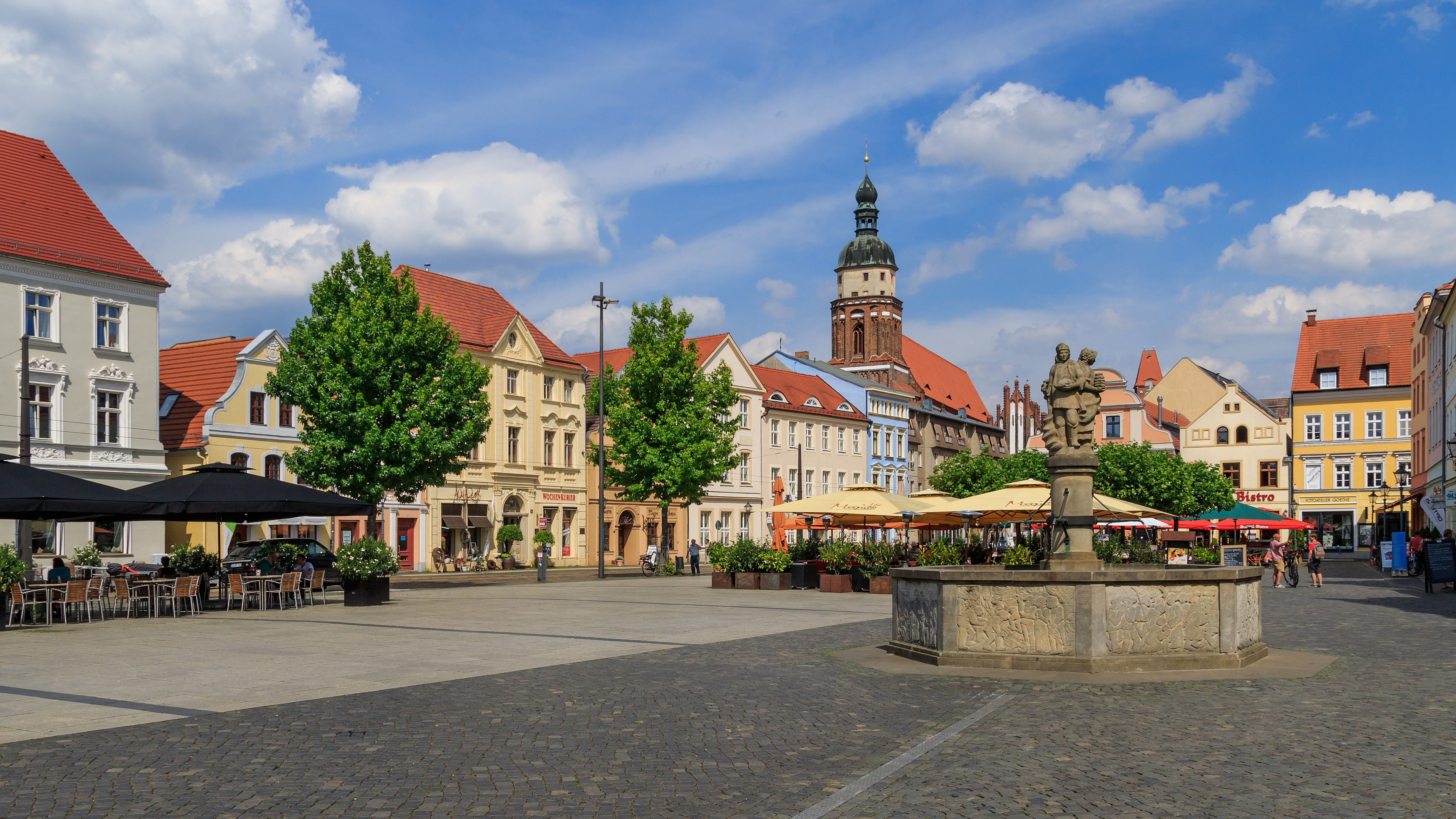
Piaţa veche din Cottbus

Cottbus este cel mai mare oraș din regiunea Niederlausitz, care se află în nordul rezervației naturale Lausitzer Grenzwall și în sudul parcului național Spreewald. Râul Spree parcurge cca 23 km prin Cottbus. Suprafața  orașului este de 164,2 km², dintre care 35,2 km² sunt ocupați de porțiuni cu păduri și 3 km² cu apă. Alte  orașe importante apropiate de Cottbus sunt Dresda, la o distanță de 90 km sud-vest, și Berlin, la 100 km nord-vest.
Cottbus este împărțit în 19 cartiere: Mitte (Srjejź), Neu und Alt Schmellwitz (Chmjelow), Sandow (Žandow), Spremberger Vorstadt (Grodkojske pśedměsto), Ströbitz (Strobice), Sielow (Žylow), Saspow (Zaspy), Merzdorf (Žylowk), Dissenchen (Dešank), Branitz (Rogeńc), Madlow (Modłej), Sachsendorf (Knorawa), Döbbrick (Depsk), Skadow (Škodow), Willmersdorf (Rogozno), Kahren (Korjeń), Kiekebusch (Kibuš), Gallinchen (Gołynk), Groß Gaglow (Gogolow).

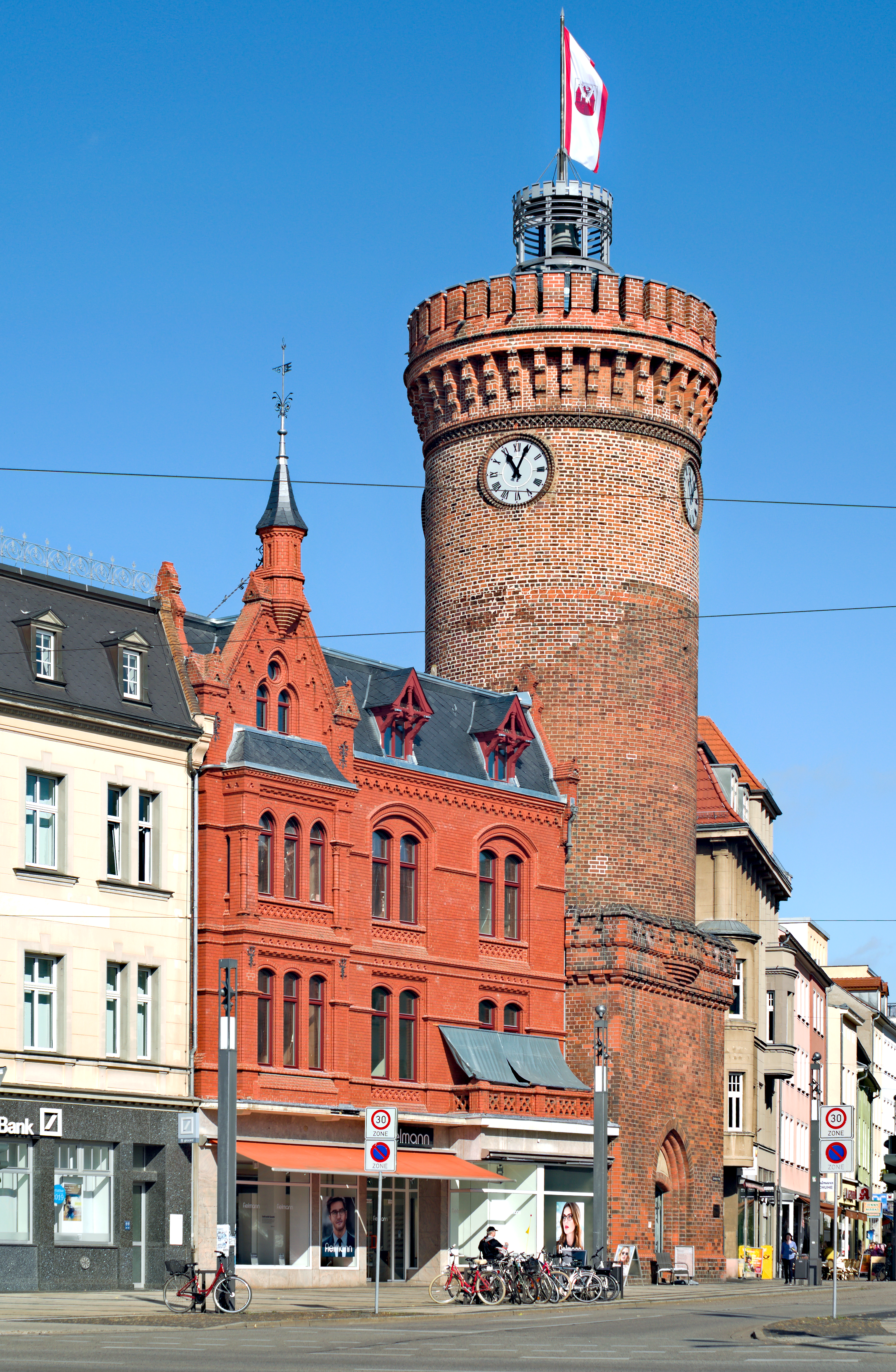
Turnul Spremberger

Parcul Branitz este cel mai cunoscut parc din oraș.

### Clima
Temperatura medie anuală este de 8,8 °C. Cea mai caldă lună din an este iulie, când se înregistrează în medie 18,6 °C. Cea mai rece lună este ianuarie, în care se înregistrează în medie -0,6 °C.

## Religii

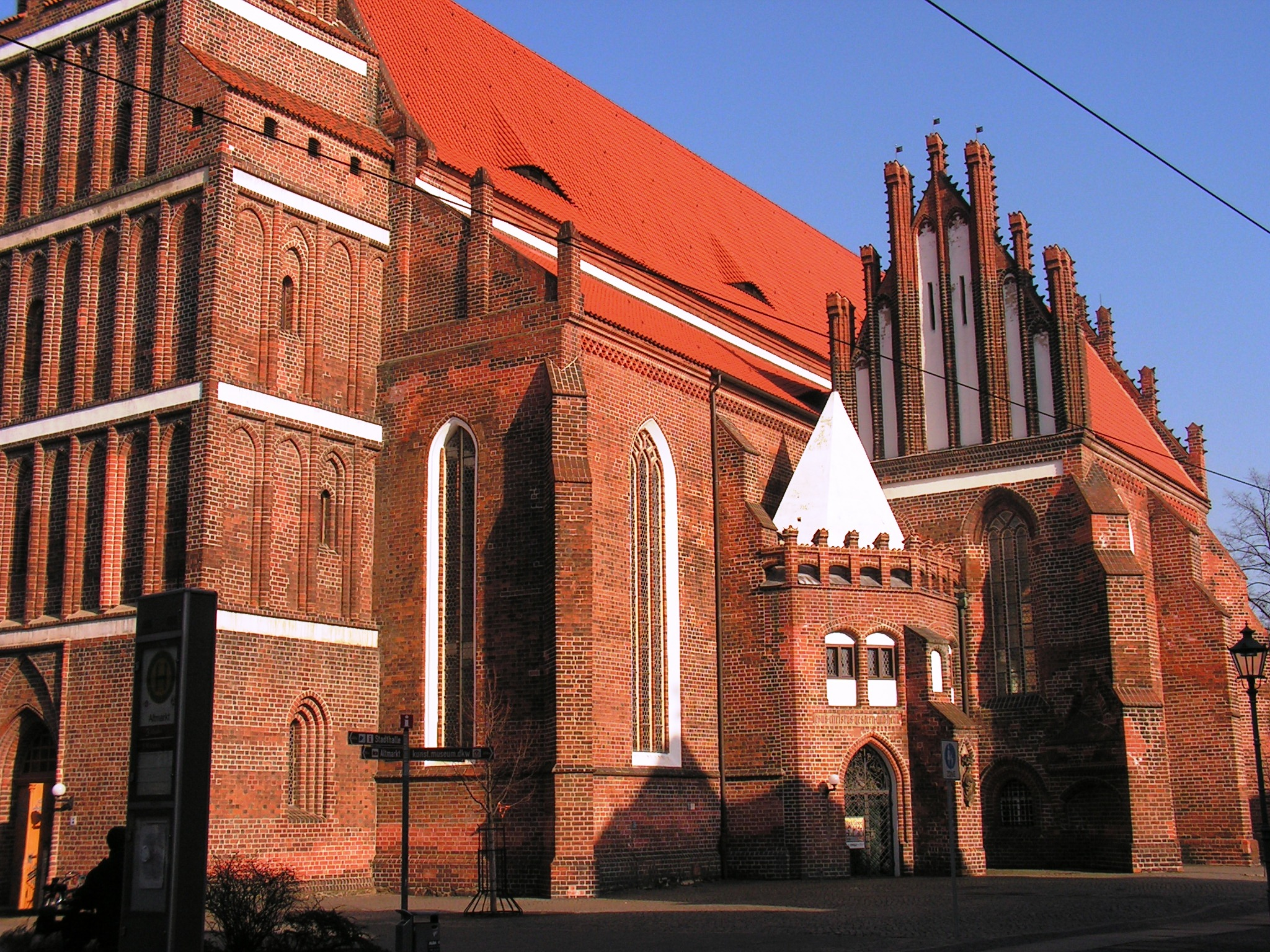
Oberkirche

Marea majoritate a locuitorilor orașului Cottbus sunt atei.
Religiile prezente sunt:
- creștinismul (în principal evanghelismul și romano-catolicismul)
- islamul
- catolicismul

În landul Brandenburg biserica este susținută de stat. Toți cei care declară o anumită confesiune trebuie să plătească un procent din venituri bisericii respective.

## Orașe înfrățite
- Montreuil-sous-Bois, Franța, din 1959
- Grosseto, Italia, din 1967
- Lipețk, Rusia, din 1974
- Zielona Góra, Polonia, din 1975
- Targovishte, Bulgaria, din 1975
- Košice, Slovacia, din 1978
- Saarbrücken, Germania, din 1987
- Gelsenkirchen, Germania, din 1995
- Nuneaton and Bedworth, Marea Britanie, din 1999

## Cultură

### Teatru
Cel mai cunoscut teatru din Cottbus este Teatrul Cottbus. Sala de spectacole găzduiește în mod regulat și ansambluri internaționale. 

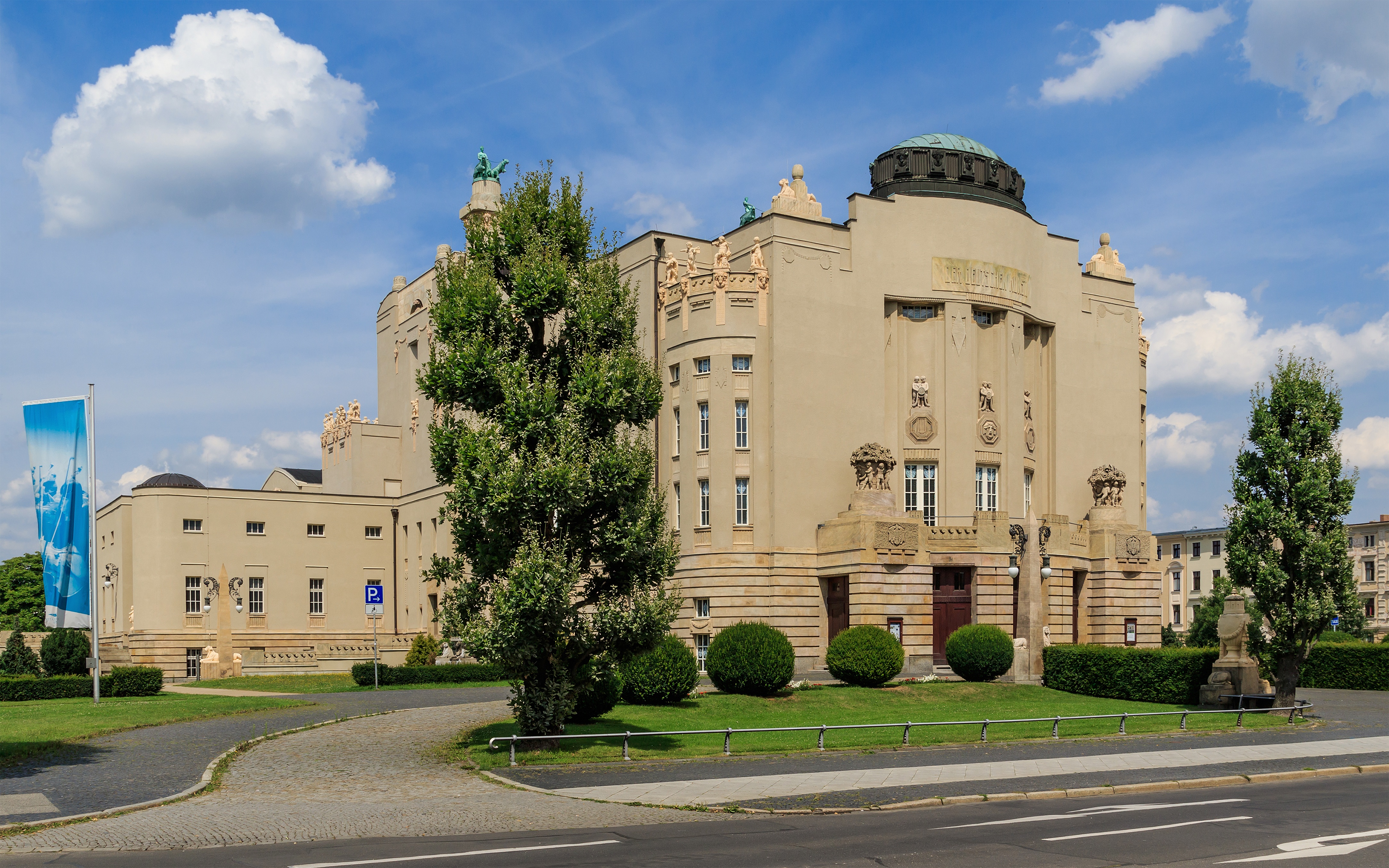
Teatrul de stat

Un alt teatru, mai mic, este Teatrul Picollo.

### Conservatorul
În Cottbus activează un conservator.

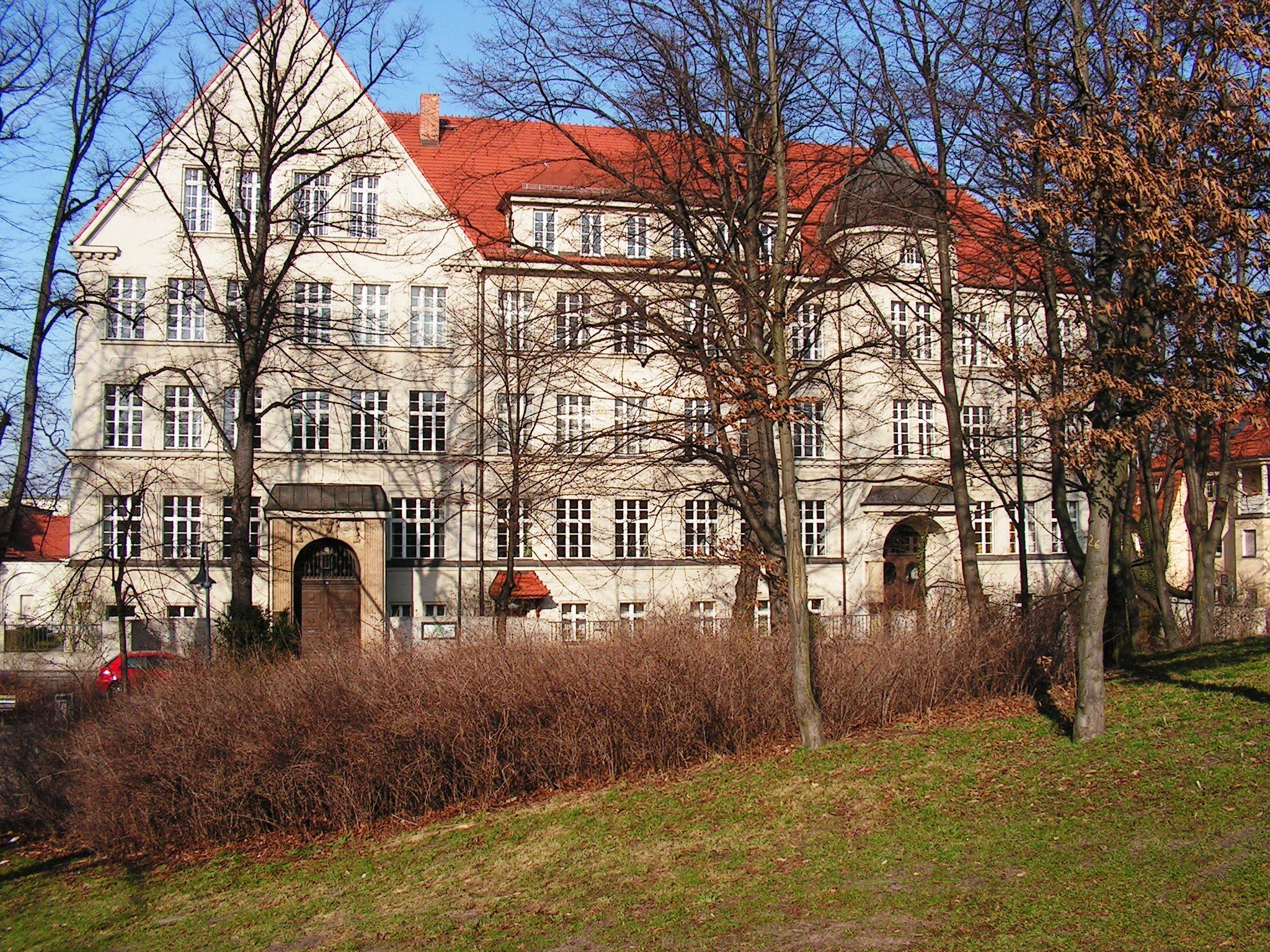
Conservatorul

### Muzee
- Muzeul farmaciei[4];

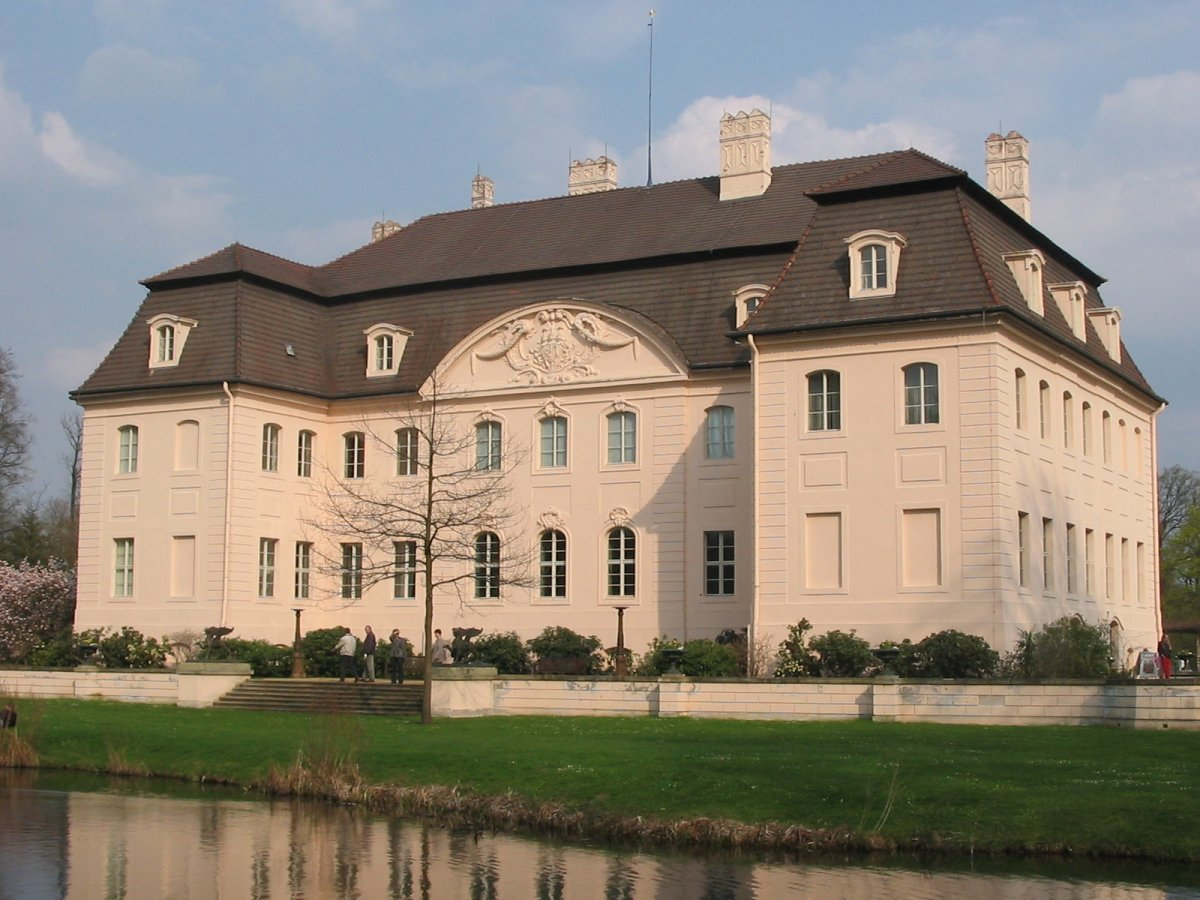
Castelul Branitz

- Din anul 1976: castelul Fürst-Pückler[5] a devenit muzeu;
- Muzeul central al orașului
- Muzeul de artă[6]
- Muzeul sorab[7]
- Muzeul de științe naturale[8]
- Muzeul aeronauticii [9]

## Educație

### Școli primare
- Școala primară Erich Kästner
- Școala primară Regine-Hildebrandt
- Școala primară Regenbogen
- Școala primară Christoph-Kolumbus
- Școala primară Carl-Blechen
- Școala primară Astrid-Lindgren
- Școala primară Wilhelm-Nevoigt
- Școala primară Sportbetonte
- Școala primară Fröbel
- Școala primară nr. 21
- Școala primară Sielow
- Școala primară Dissenchen
- Școala primară Reinhard- Lakomy

### Licee
- Liceul Cottbus
- Liceul Fürst Pückler[10]
- Liceul Heinrich Heine[11]
- Liceul Humboldt[12]
- Liceul Leonardo Da Vinci
- Liceul Ludwig Leichhardt[13]
- Liceul Max Steenbeck[14]
- Liceul Niedersorbisch[15]

### Universități
În Cottbus activează Universitatea Tehnică Brandenburg.

## Alte obiective turistice
1. Stadtmauer
2. Turnul Spremberger
3. Spremberger Straße
4. Schlosskirchplatz
5. Schlosskirche
6. Altmarkt
7. Oberkirche St. Nikolai
8. Klosterkirche
9. Puschkinpark